# مروان حسام الدين
مروان حسام الدين واسمه الحقيقي مروان شكو، مطرب سوري من مواليد دمشق 1941. بدأ نشاطه الفني عام 1977، وغنى الكثير من الأغاني لكبار الملحنين مثل ملحم بركات، ومحمد جمال، وسعيد قطب، وكلمات الشاعر الراحل أحمد قنوع. من أشهر أغانيه: والله يا ميمة، رفي بجناحك رفي، لولاك يا هوى من ألحان ملحم بركات، هب النسيم الشمالي من ألحان محمد جمال، يا هل ترى بيجي يوم من الحان محمد جمال، عتبي داري يا حلوة عتبي، نشيد الانتماء..انا سوري وأرضي عربية..، عنبك يا عناب.
خف ظهوره الفني في الألفية الثالثة. ويعتبر من ضمن المطربين الذين لم ينالوا حقهم حيث أن بداية مشواره الفني تزامنت مع مطربين كبار.

## وصلات خارجية
- أغنية "رفي بجناحك رفي" على موقع يوتيوب